# De Lichtstraal

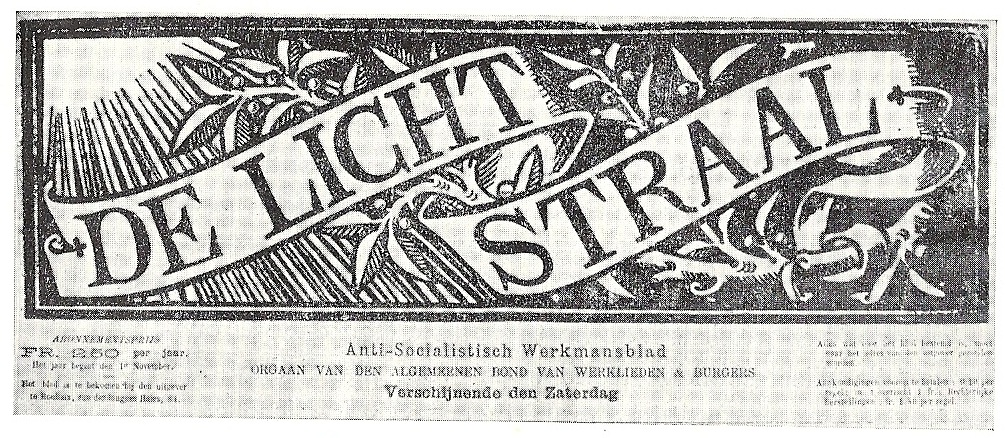

De Lichtstraal was een Belgisch weekblad dat werd uitgegeven in Gent, als orgaan van de christelijk geïnspireerde  "Algemeene Bond der Werklieden en Burgers". Het eerste nummer verscheen op 6 november 1886, het laatste op 25 juli 1891.

## Werkliedenblad
Deze bond was een verruiming van de "Vrije Kiezersbond" in 1886, onder impuls van Herman Ronse. Het eerste nummer verscheen onder de titel: "De Lichtstraal - Antisocialistisch werkmansblad - orgaan van den Algemeenen Bond van Werklieden en Burgers". Het weekblad verscheen op zaterdag en kostte 5 centiemen, een jaarabonnement 2,5 frank (€ 0,06). Herman Ronse en August van Iseghem waren respectievelijk hoofdredacteur en verantwoordelijk uitgever. Het blad telde vier bladzijden en werd verspreid met een oplage van 2.000 exemplaren.
De uitgave werd de tegenhanger van de Gentse krant Vooruit die sinds 1884 werd uitgegeven en waarvan Edward Anseele de frontman was. Meestal gingen beide bladen in discussie, alhoewel ze met de ontvoogding van de arbeiders hetzelfde doel hadden.
De Lichtstraal was het eerste christelijk geïnspireerd blad en orgaan in België dat echt opkwam voor de belangen van de arbeiders, hun organisaties en hun doelstellingen. Een verbetering op de wet van vrouw- en kinderarbeid, de gezondheid en hygiëne op het werk, minimumlonen, rechtspersoonlijkheid van de arbeidersorganisaties, uitbreiding stemrecht en toegankelijkheid van het onderwijs waren de voornaamste eisen. Een blad met duidelijke vragen dat reeds actief was voor het verschijnen van de encycliek Rerum Novarum in 1891, het jaar dat De Lichtstraal ophield met bestaan en werd vervangen door de dagelijkse krant Het Volk.
De uitgave van De Lichtstraal werd de stimulans tot het daadwerkelijk verenigen van arbeiders in vakorganisaties. Op 18 december 1886 werd de "Antisocialistische Katoenbewerkersbond" opgericht in een zaaltje van café "Den Duitsch" nabij de Gentse Sint-Jacobskerk, onder leiding van Leo Bruggeman (1836-1911). De uiteenzetting van de doelstellingen was enkele tijd eerder voorgesteld door Gustaaf Eylenbosch in café "De Zwarte Kat" aan de Gentse Vrijdagmarkt. Deze gebeurtenissen worden door het Algemeen Christelijk Vakverbond tot op heden nog altijd beschouwd als de start van de huidige vakbond.